# 東田第一高炉史跡広場

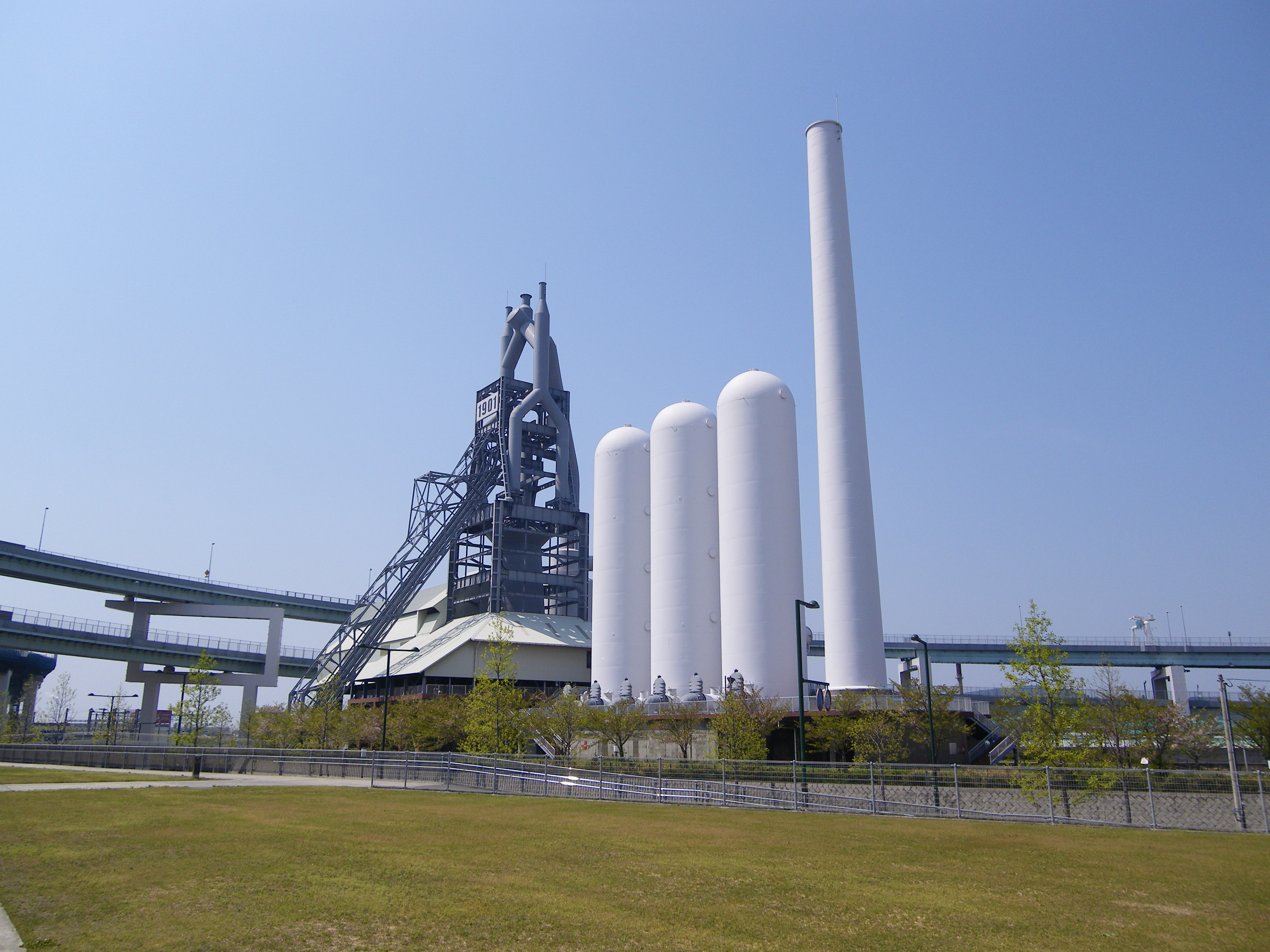
広場に保存されている第10次改修高炉

東田第一高炉史跡広場（ひがしだだいいちこうろしせきひろば）は、福岡県北九州市八幡東区にある公園。

## 概要
1901年に操業を開始した官営八幡製鉄所の第一高炉一帯を公園として整備したもの。1962年の火入れから1972年まで使用された第10次改修高炉が保存されており、内部の見学が可能。そのほか敷地内には高炉の歴史を紹介したパネル、転炉、トーピードカーなども展示している。
なお、「東田第一高炉跡」は1996年に北九州市の史跡に指定されている。

## 利用情報
- 所在地

福岡県北九州市八幡東区東田2丁目3-12
- 入園料

無料。
- 開園時間

9時00分 - 17時00分。
- 休園日

年末年始。

## ギャラリー

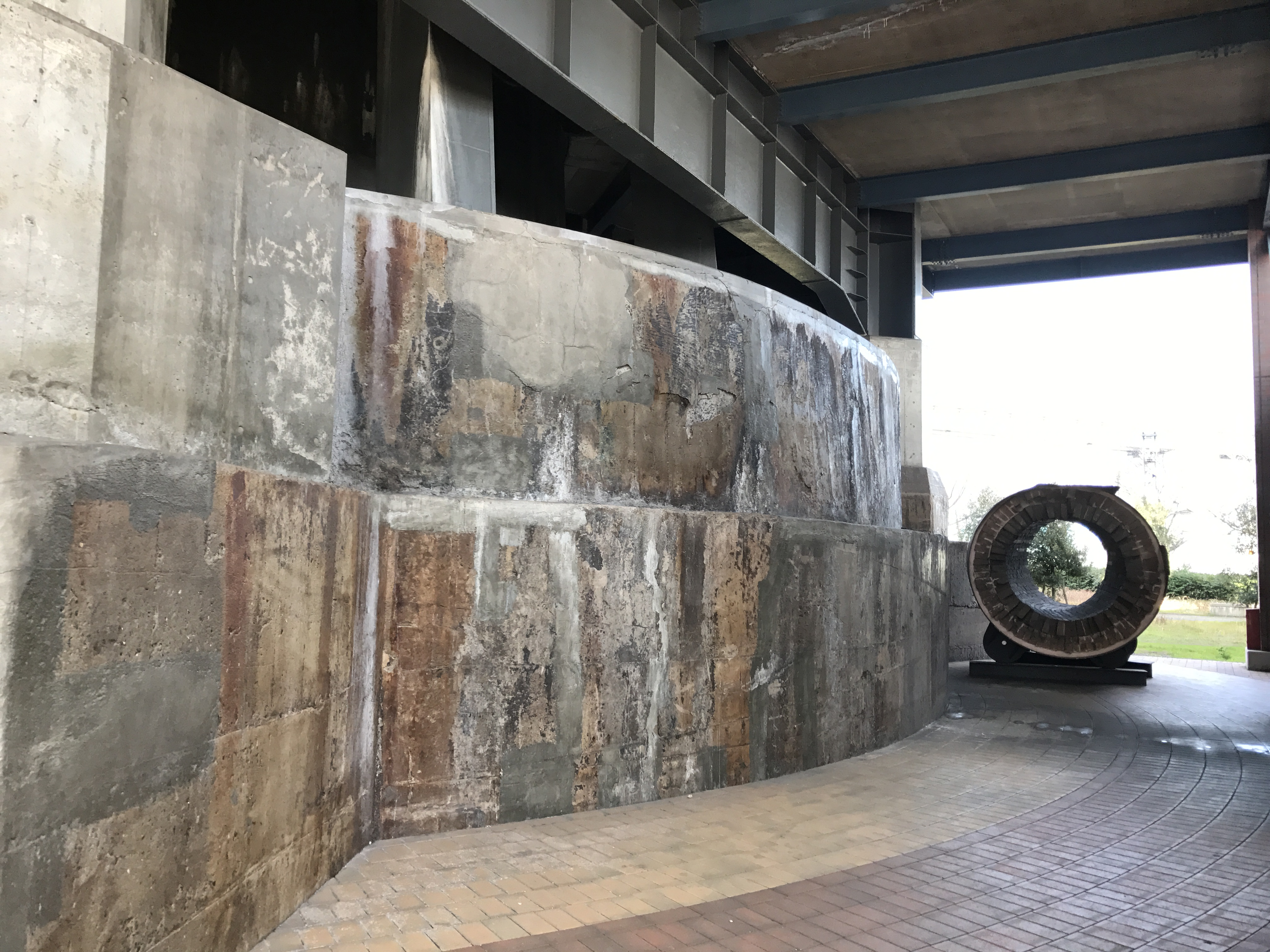
熱風管
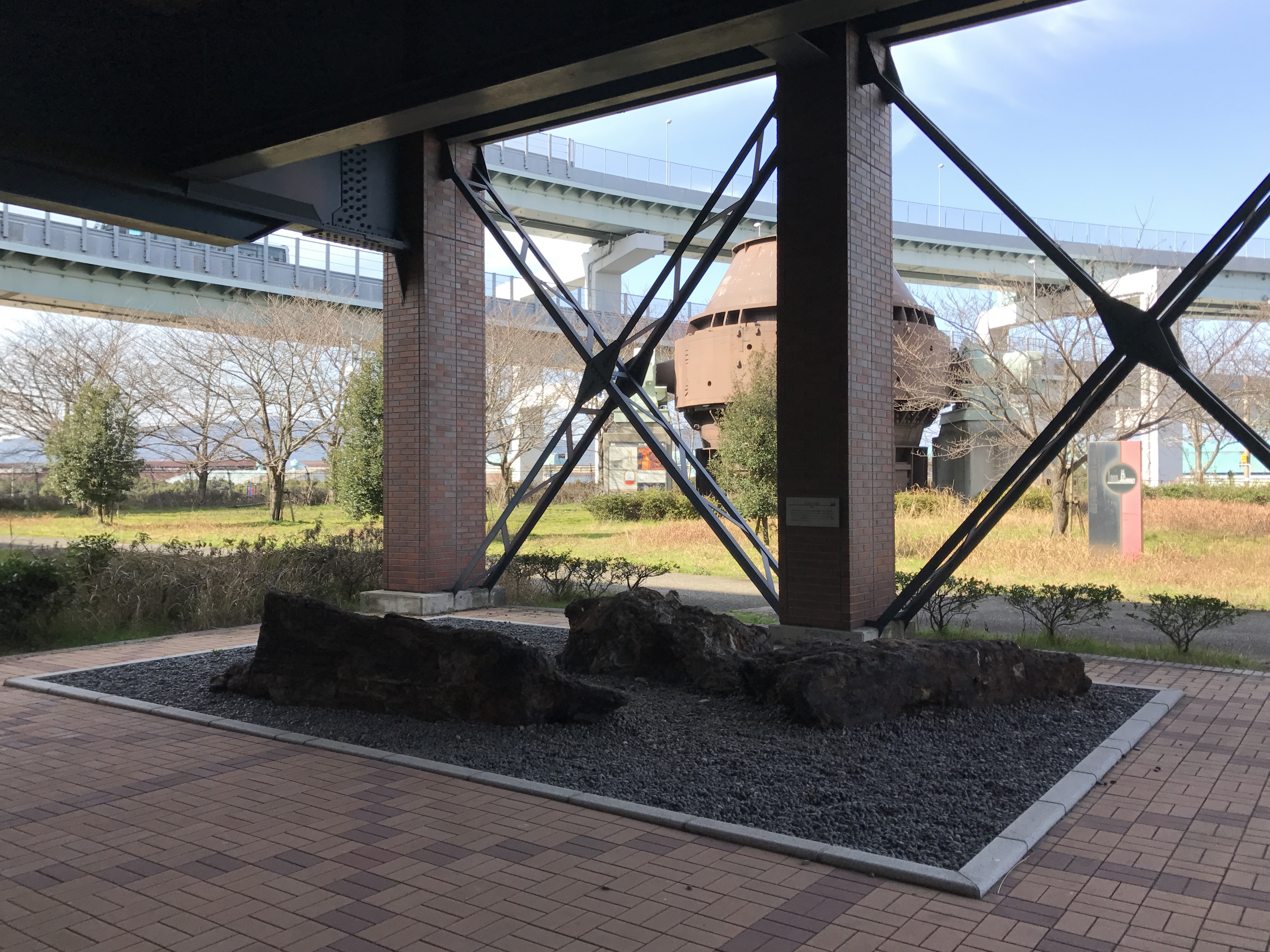
1F
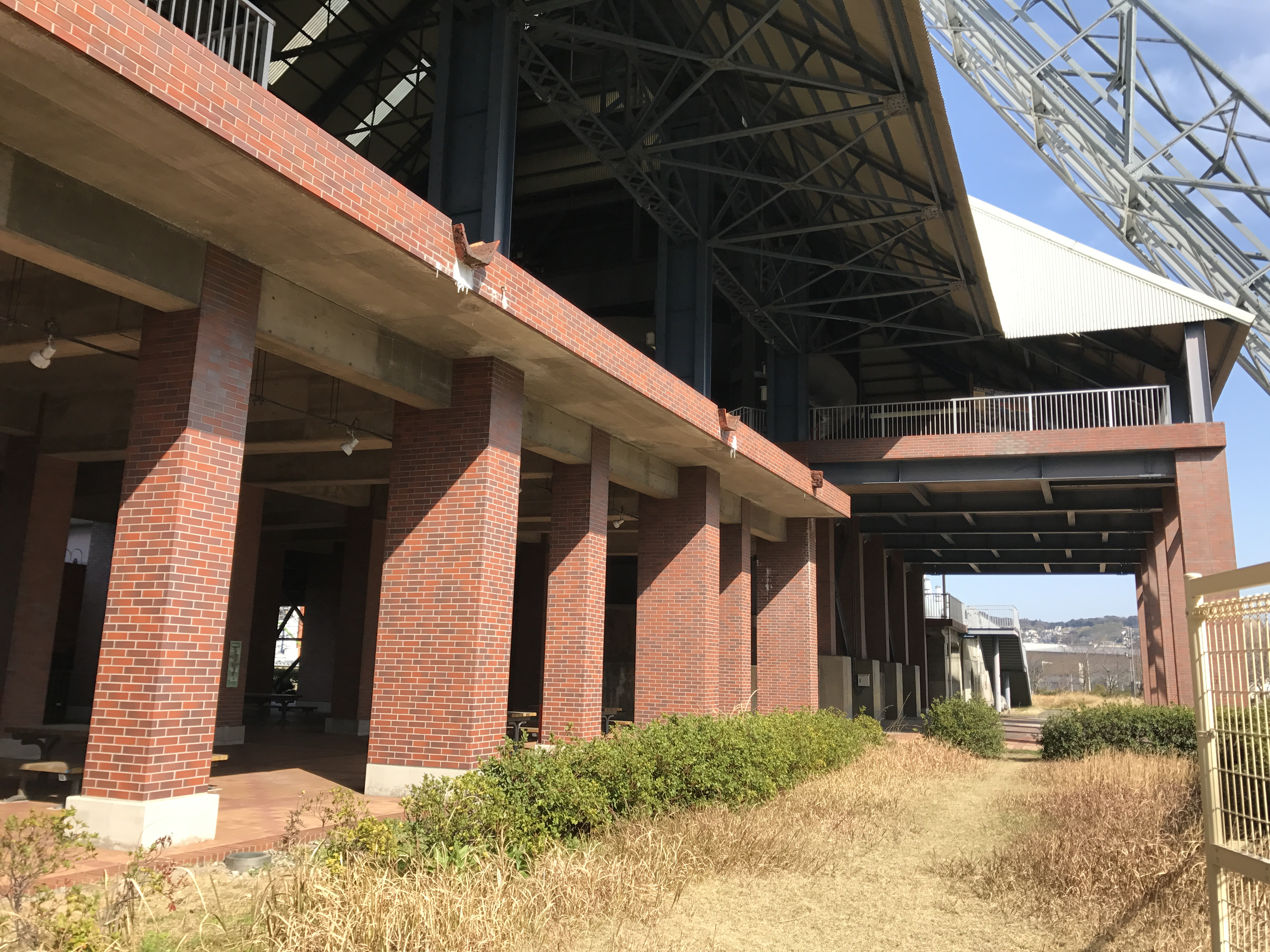
1F外観
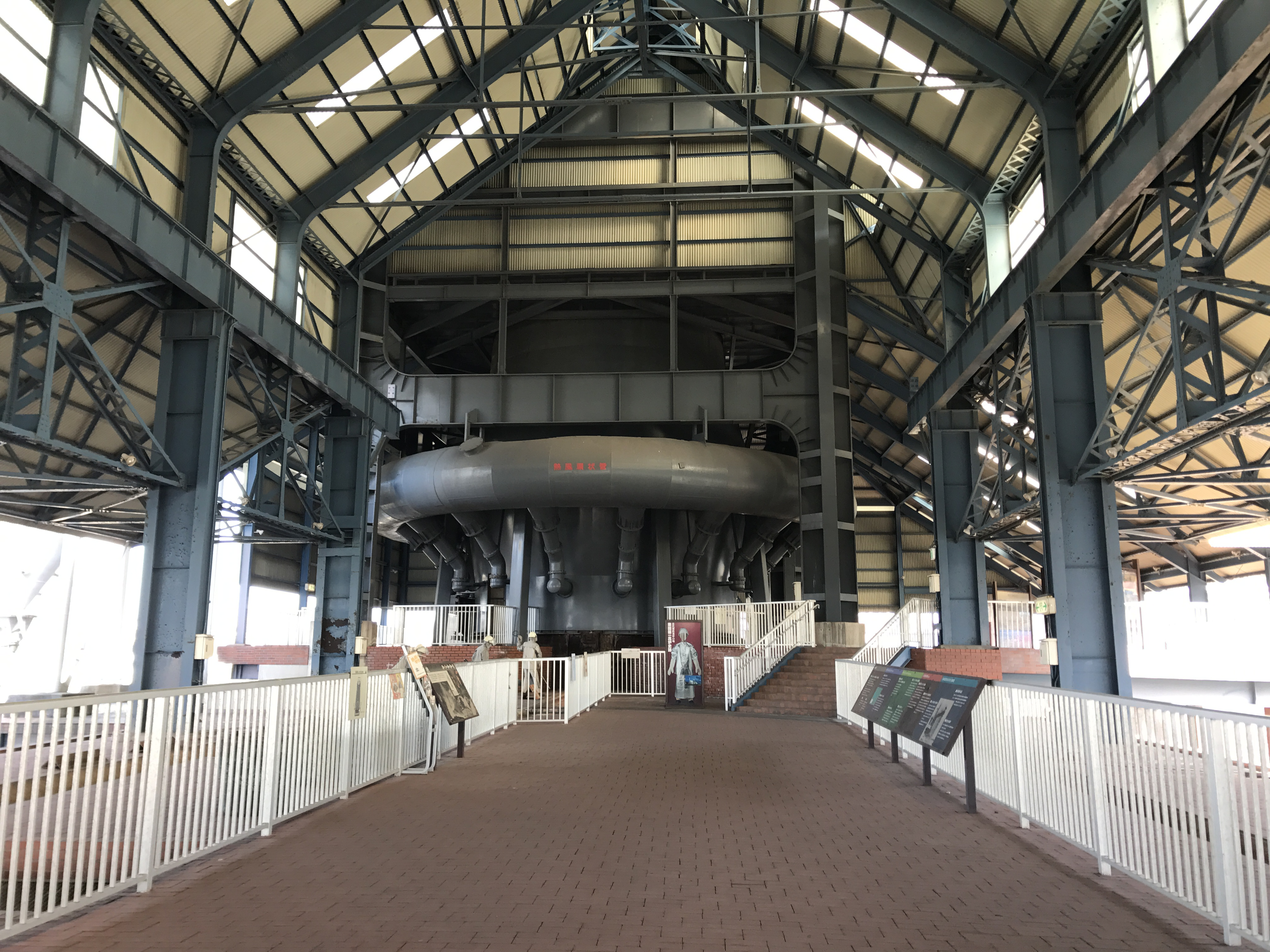
2F
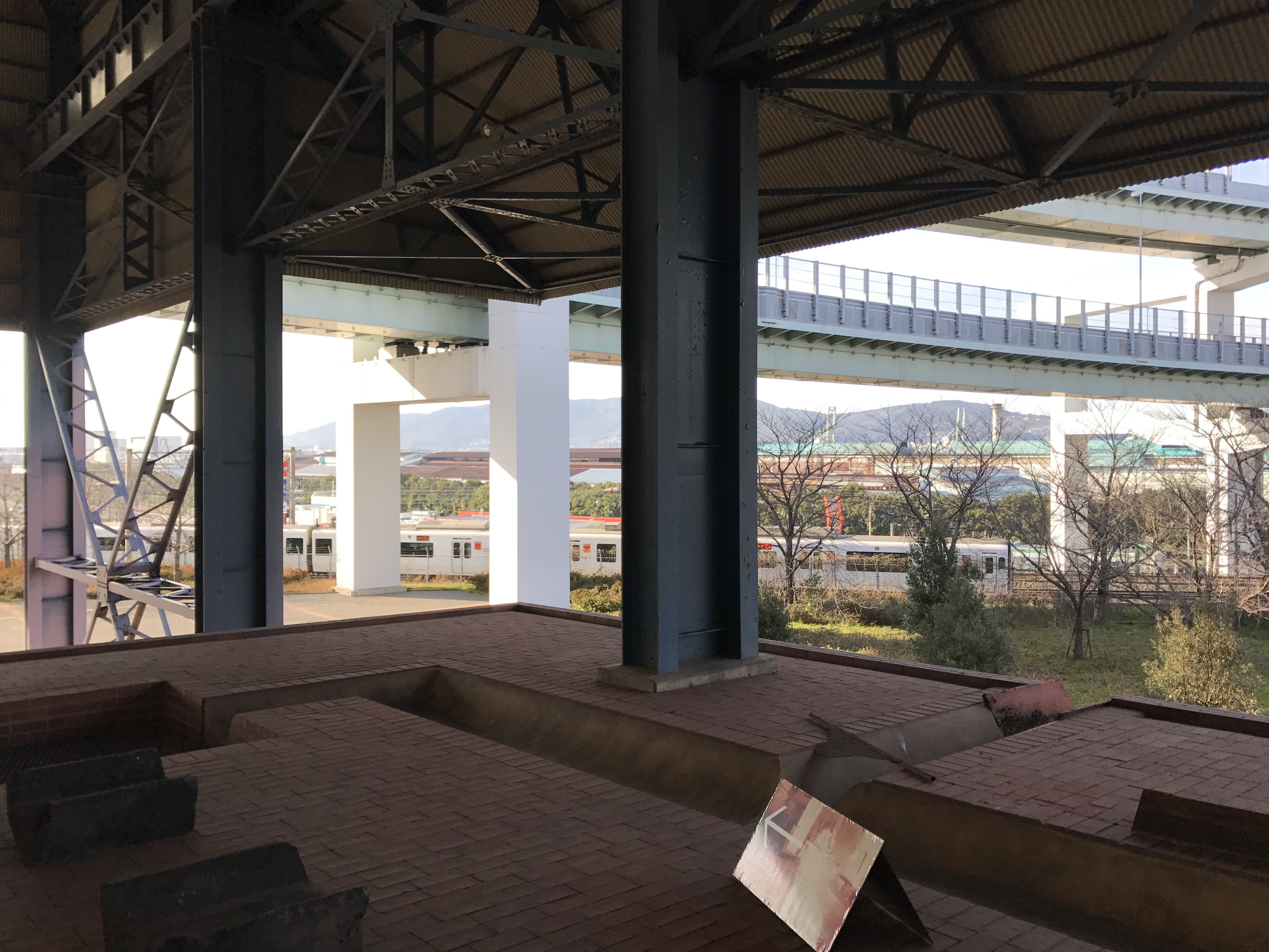
2Fの鋳床
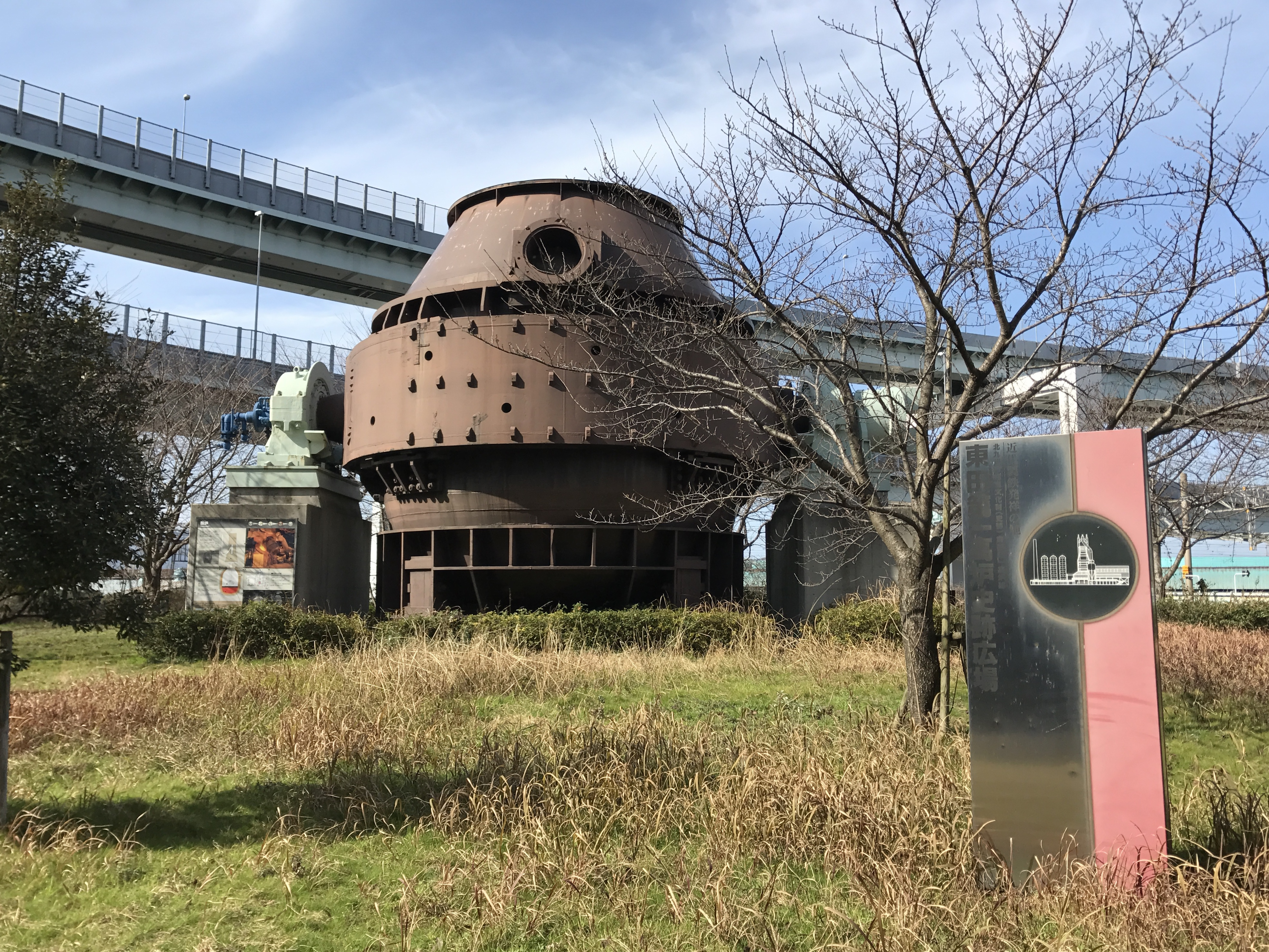
転炉
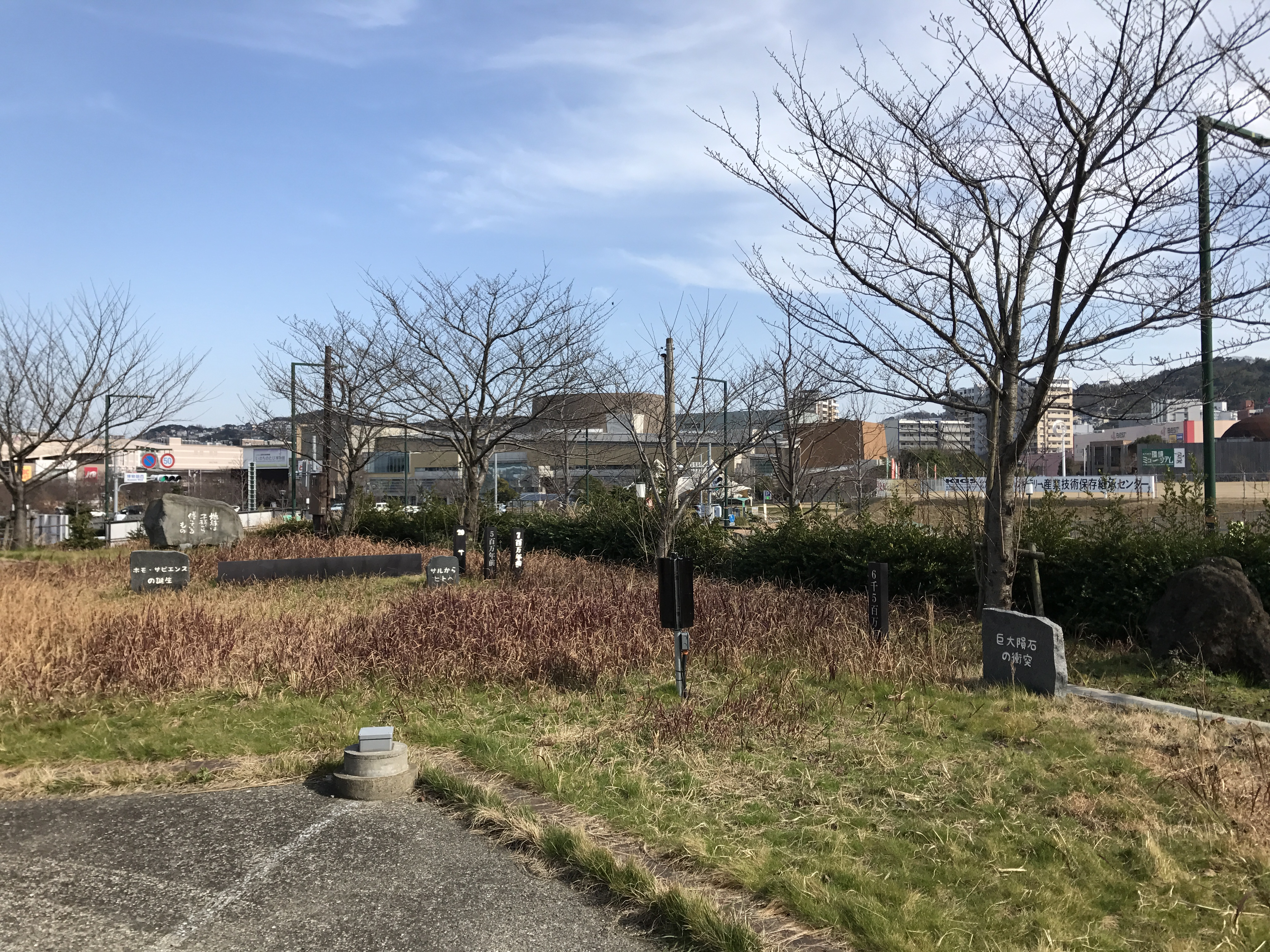
広場内
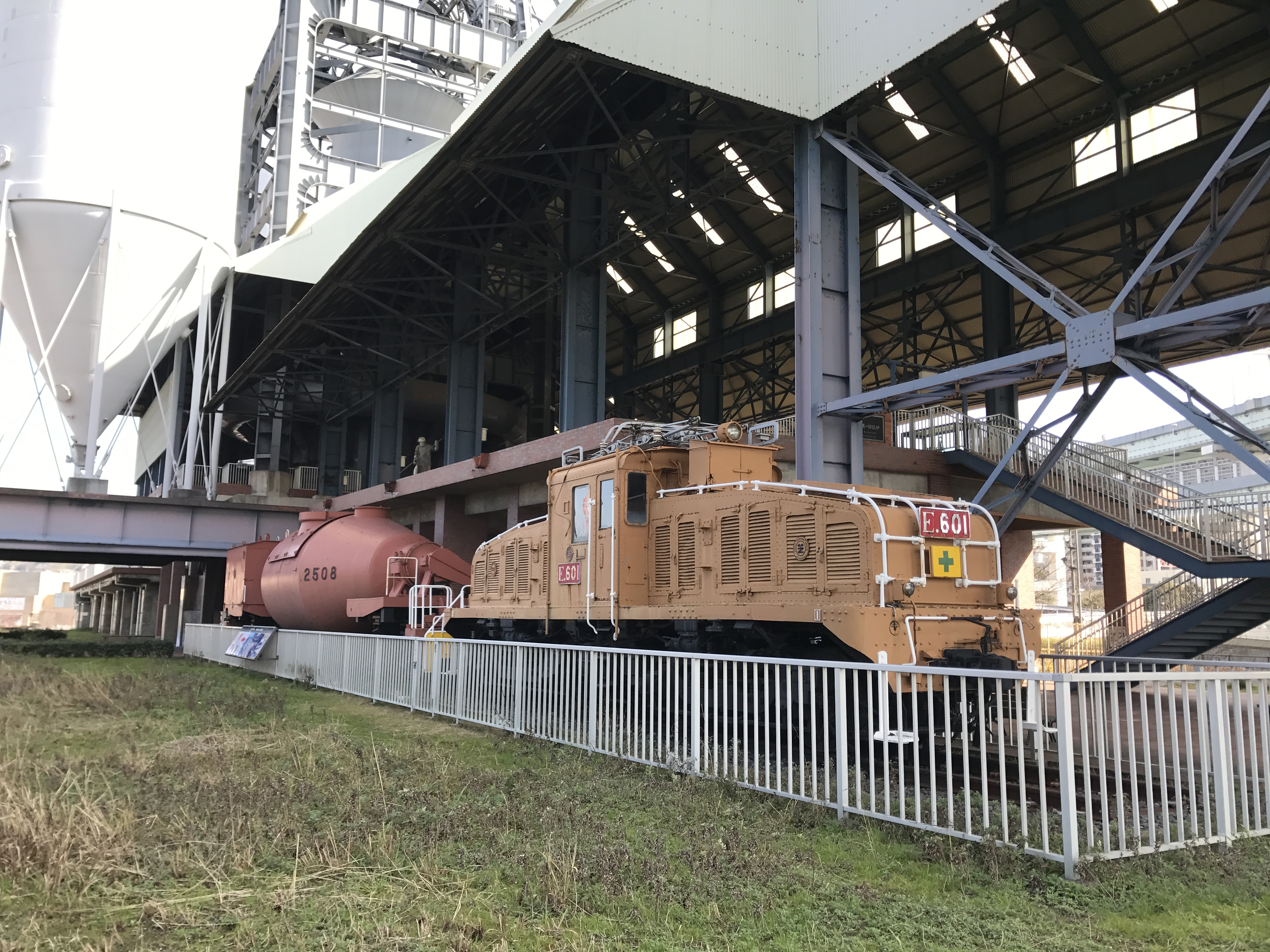
トーピードカー

## 交通アクセス
- JR九州鹿児島本線スペースワールド駅から徒歩6分（500m）。
- マイカーの場合、北九州高速5号線枝光出入口から約1.5km。